# Cross Creek (film)
Cross Creek är en amerikansk biografisk dramafilm från 1983 i regi av Martin Ritt. I huvudrollen ses Mary Steenburgen, som den amerikanska författaren Marjorie Kinnan Rawlings, som skrev Hjortkalven. Filmen är delvis baserad på Rawlings memoarer från 1942, Cross Creek.

## Handling
År 1928. Författarinnan Marjorie Rawlings lämnar sin man för att bosätta sig ute i Floridas sumpmarker. Hon skriver så kallade mysrysare, men har inga större framgångar. De kommer inte förrän hon inser att hon ska skriva om sitt liv i denna säregna natur och om de säregna människor som lever i den. Naturligtvis möter hon också den stora kärleken.

## Rollista i urval
- Mary Steenburgen - Marjorie Kinnan Rawlings
- Rip Torn - Marsh Turner
- Peter Coyote - Norton Baskin
- Dana Hill - Ellie Turner
- Alfre Woodard - Beatrice "Geechee"
- Malcolm McDowell - Max Perkins
- Joanna Miles - Mrs. Turner
- Ike Eisenmann - Paul
- Cary Guffey - Floyd Turner
- Toni Hudson - Tims hustru
- Bo Rucker - Leroy
- Jay O. Sanders - Charles Rawlings
- John Hammond - Tim

## Nomineringar och utmärkelser
Filmen mottog fyra Oscarsnomineringar, i kategorierna bästa manliga biroll (Rip Torn), bästa kvinnliga biroll (Alfre Woodard), bästa kostym (Joe I. Tompkins) och bästa filmmusik (Leonard Rosenman).